# Rathskirchen
Rathskirchen là một đô thị thuộc thuộc huyện Donnersberg, Đức. Đô thị Rathskirchen có diện tích 5,12 km², dân số thời điểm ngày 31 tháng 12 năm 2006 là 221 người.